# Liste des canonisations prononcées par Pie X
 (juin 2020).
Si vous disposez d'ouvrages ou d'articles de référence ou si vous connaissez des sites web de qualité traitant du thème abordé ici, merci de compléter l'article en donnant les références utiles à sa vérifiabilité et en les liant à la section « Notes et références ».
Cette page dresse la liste des personnes canonisées par le pape Pie X.
Lorsqu'une rigoureuse enquête canonique aboutie à la reconnaissance d'un miracle attribué à l'intercession d'un bienheureux, le pape signe le décret de canonisation. Seul le Souverain Pontife a la capacité de canoniser, puisqu'il déclare de manière infaillible et définitive, que le nouveau saint est au Ciel et qu'il intercède pour les hommes. La canonisation conduit le culte du saint à l'échelle universelle.
Au cours de son pontificat (1903-1914), le pape Pie X a présidé 2 cérémonies de canonisations, célébrées dans la Basilique Saint-Pierre à Rome. Du fait sa rareté, une canonisation constituait un événement d'une grande importance. Les festivités, qui pouvaient s'étendre sur plusieurs jours, attiraient à Rome des milliers de fidèles.
Au total, le pape Pie X a proclamé 4 saints, les donnant comme modèles et intercesseurs aux croyants.

## Canonisations

### 11 décembre1904

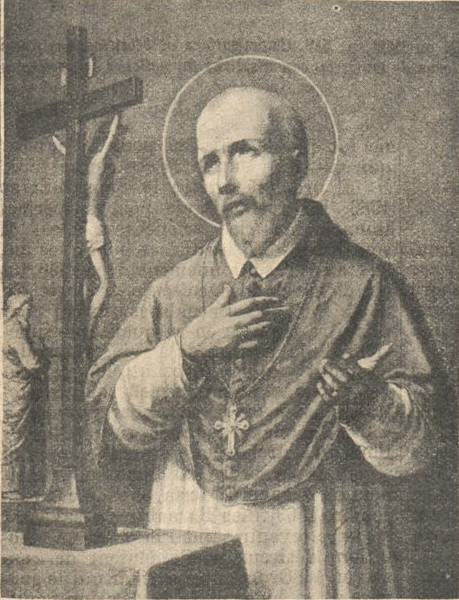
Saint Alexandre Sauli (1534-1592)
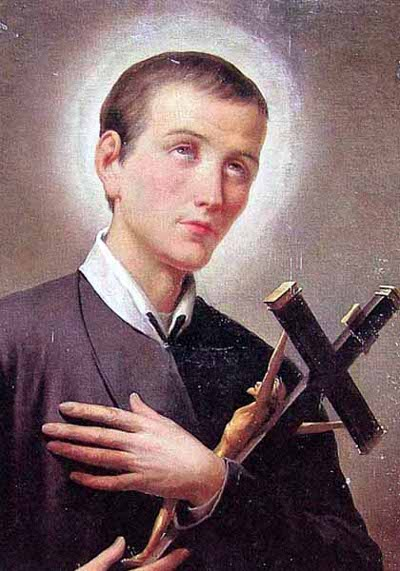
Saint Gérard Majella (1729-1755)

### 20 mai1909

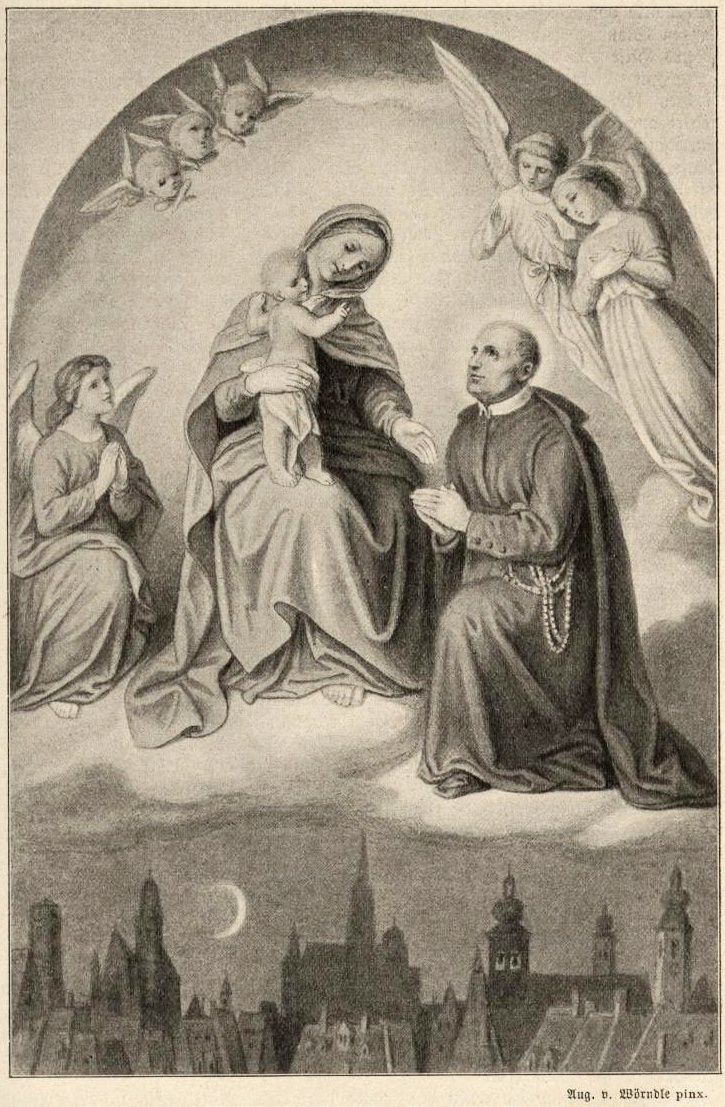
Saint Clément-Marie Hofbauer
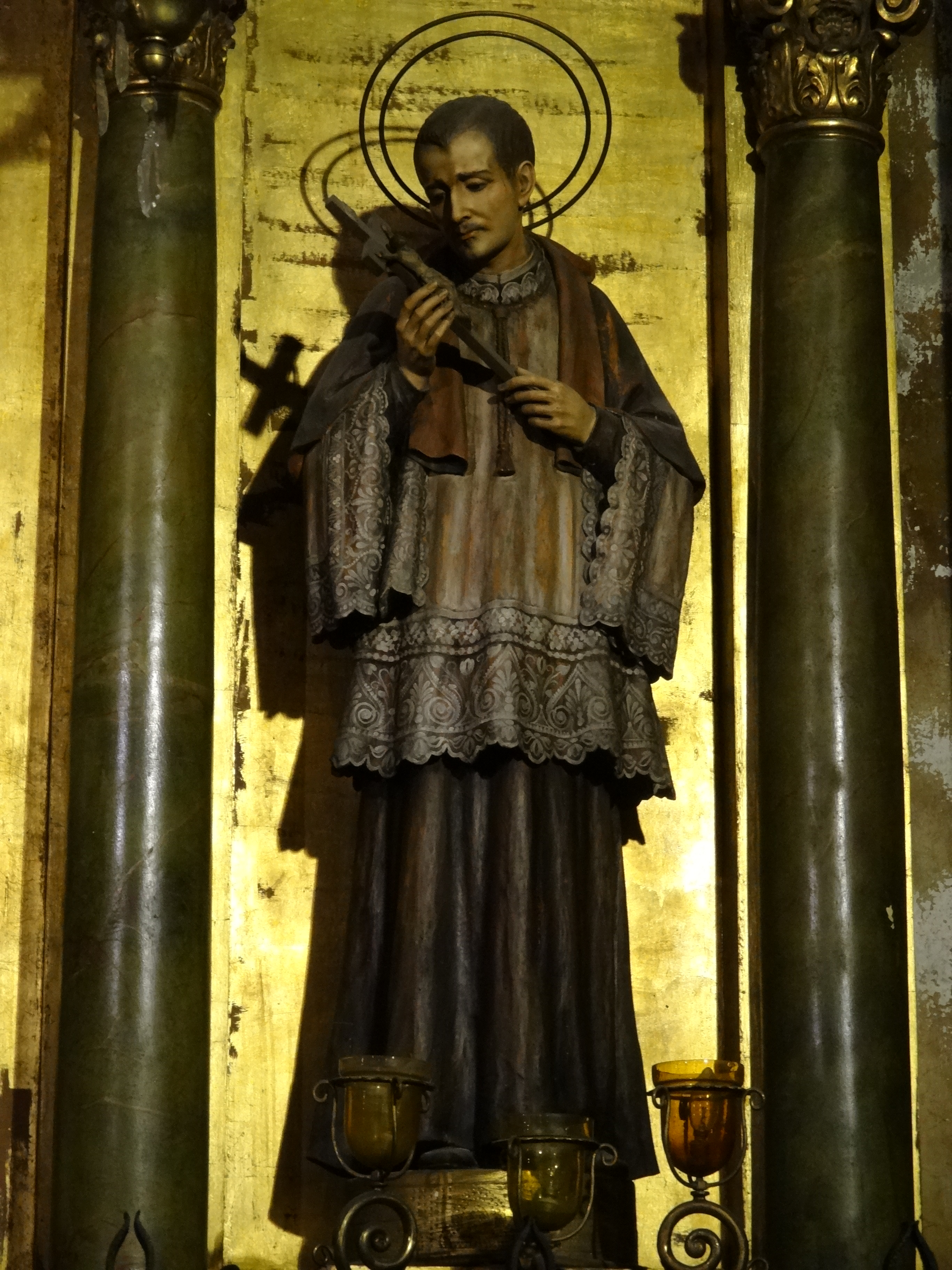
Saint Joseph Oriol